# Беджа (вілаєт)
Беджа (араб. ولاية باجة) — вілаєт Тунісу. Адміністративний центр — м. Беджа. Площа — 3558 км². Населення — 303 200 осіб (2007).

## Географічне положення
Розташований у північній частині країни. На північному сході межує з вілаєтом Бізерта, на сході — з вілаєтами Мануба і Загуан, на півдні — з вілаєтом Сільяна, на півдні — з вілаєтом Джендуба. На півночі омивається водами Середземного моря.

## Населені пункти
- Беджа
- Ель-Маагула
- Кубелят
- Меджаз-ель-Баб
- Нефза
- Тебурсук
- Тестур
- Захрет-Медьєн

| Туніс | Це незавершена стаття з географії Тунісу. Ви можете допомогти проєкту, виправивши або дописавши її. |